# تولاجی بولا
تولاجی بولا (انگلیسی: Tolaji Bola؛ زادهٔ ۴ ژانویهٔ ۱۹۹۹) بازیکن فوتبال اهل بریتانیا است.
وی همچنین در تیم‌های ملی فوتبال زیر ۱۷ سال انگلستان و زیر ۱۸ سال انگلستان بازی کرده‌است.